# Patrice Kirchhofer
Patrice Kirchhofer est un cinéaste expérimental français,, né le 3 avril 1953 à Maisons-Laffitte et mort le 20 août 2019 dans le 7e arrondissement de Paris.

## Biographie
Patrice Kirchhofer s'investit au sein de plusieurs structures du cinéma expérimental. Au sein du Collectif Jeune Cinéma notamment, où il crée la revue Cinéma différent, puis la Coopérative des cinéastes,, avec le groupe KMP, l'association l'Etna et Light Cone.

## Filmographie

### Réalisateur
- 1973 : Sensitométrie I
- 1974 : Sensitométrie II
- 1975 : Sensitométrie III (avec la participation de Dominique Noguez comme acteur)
- 1976 :  Sensitométrie IV
- 1976 : Sensitométrie V
- 1970-1976 : Sensitométrie VI
- 1976 : Sensitométrie VII
- 1977 : Chromaticité I
- 1977 : Densité Optique I (avec la participation de Dominique Noguez comme acteur)
- 1977 : Ataraxie I (double écran)
- 1978 : Rémanence I
- 1978 : 28035 (avec France Huser)
- 1978 : Chromaticité II
- 1979 : Anorexie I
- 1979 : Anorexie II
- 1979 : Anorexie III
- 1979 : Anorexie IV
- 1979 : Densité optique II
- 1979 : Punk
- 1980 : Résultante I
- 1980 : Décembre 79 (assisté de Bernard Weidmann à l'image)
- 1981 : Hors titre I (avec la participation de Stuart Sherman comme acteur)
- 1984 : Pour un temps (avec entre autres Dominique Noguez, Louis Skorecki, Charles Tesson, Jean-Michel Vappereau, Bernard Weidmann)
- 1998-2001: L'envers (1ère version)
- 2005 : Edison I
- 2005 : Edison II
- 2005 : Edison III
- 2005 : Edison IV (avec la participation de Raphaël Minnesota & Jacques Kermabon comme acteurs)
- 2005 : Edison V
- 2006 : Écriture
- 2006 : Patrice K. sur le tournage de Cinéphiles 3[11]
- 2008 : Oberhausen 2008 Kurzfilmtage[12] (textes de Raphaël Minnesota, lus par Johanna Nizard)
- 1998-2019 : L’Envers (deuxième version)
- 2009 : De Imago
- 2014 : NDUE

### Chef opérateur
- 1976 : Marilyn, Guy Lux et les Nonnes de Gérard Courant[13]
- 1977 : Carolyn I de Martine Rousset[9]
- 1978 : Cinématon no 1 de Gérard Courant
- 1978 : Tosca de Dominique Noguez
- 1979 : Fotomatar de Dominique Noguez
- 1981 : Réserve de Gisèle & Luc Meichler
- 1981 : Bridge film de Stuart Sherman[14]
- 1982 : L'Escalier de la haine de Louis Skorecki
- 1988 : Les Cinéphiles 2, Éric a disparu de Louis Skorecki
- 2006 : Les Cinéphiles 3, Les ruses de Frédéric de Louis Skorecki
- 2006 : Le Retour des cinéphiles de Louis Skorecki
- 2015 : Le Juif de Lascaux de Louis Skorecki (Patrice Kirchhofer réalise pour ce film une séquence d’animation)
- 2016 : La Pimbêche à vélo (the little one) de Nathanaëlle Viaux (film produit par Louis Skorecki, co-écrit par Louis Skorecki et Nathanaëlle Viaux)

## Publications
- Marc Beri, Patrice Kirchhofer, « Le dépôt légal des films », in Cahiers du Cinéma, Paris, février 1979, n° 297, p. 71.
- Patrice Kirchhofer, « L’équipement cinématographique » et « Bon, silence, merde quoi ! », in Gérard Aimé, Patrice Aoust, Philippe Bone (codir.), Catalogue des ressources[15], vol. 2, Paris, Librairies alternatives et parallèles, 1976, p. 471 et 473.

- Patrice Kirchhofer, « Film saboté de Pedro de Andrade », dans Nicole Brenez, Christian Lebrat (codir.), Jeune, dure et pure ! Une histoire du cinéma d’avant-garde et expérimental en France, Paris/Milan, Cinémathèque française/Mazzotta, 2001 (ISBN 2900596300 et 9782900596302, OCLC 407650027, lire en ligne), p.269.

- Patrice Kirchhofer, « À quoi bon faire des images aujourd’hui ? », in Nicole Brenez, Cinémas d’avant-garde[16], Paris, Cahiers du cinéma, coll. Les petits Cahiers, 2007, p. 87.
- Patrice Kirchhofer, « Pour faire des films », in Louis Skorecki (dir.), avec Claudine Gendre et Pierre Léon, Pourquoi filmez-vous ? 700 cinéastes du monde entier répondent, numéro hors-série Libération, Paris, 1987, p. 62.

- Jean-Michel Vappereau (en cartel avec Marc Berri, Michel Bertheux, Laurence Descubes, Patrice Kirchhofer), Essaim : le groupe fondamental du nœud[17], Paris, Point Hors Ligne et Topologie En Extension, coll. « fascicule de résultats » (n° 1), 1985.